# رایا جت
رایا جت (به انگلیسی: Raya Jet) یک شرکت هواپیمایی است که در تاریخ ۱ آوریل ۲۰۰۵ میلادی تأسیس شده است.
دفتر مرکزی رایا جت در امان اردن واقع شده‌است.